# Imperiul Soarelui (film din 1987)
Imperiul Soarelui (titlu original: Empire of the Sun) este un film american din 1987 regizat de Steven Spielberg. Rolurile principale au fost interpretate de actorii Christian Bale, John Malkovich, Miranda Richardson și Nigel Havers. Scenariul este scris de Tom Stoppard pe baza romanului omonim de J. G. Ballard. A  fost nominalizat la șase premii Oscar și a câștigat trei premii ale Academiei Britanice (pentru cinematografie, muzică și sunet).

## Roman
Romanul se bazează în mare parte pe experiențele lui Ballard în cel de-al doilea război mondial (la fel ca în povestirea sa anterioară  "The Time Dead"  apărută în antologia Myths of the Near Future). Numele romanului este derivat din etimologia numelui pentru Japonia. Romanul prezintă povestea unui tânăr băiat britanic, Jamie Graham care locuiește împreună cu părinții săi în Shanghai. După atacul de la Pearl Harbor, Japonia ocupă Shanghai, iar în haosul creat Jim este separat de părinții săi. Acesta stă o perioadă în vile abandonate, trăind cu resturi de produse alimentare ambalate. După ce a epuizat toate alimentele, decide să se predea armatei japoneze, în cele din urmă fiind închis în Centrul Civil Lunghua. Aici, deși japonezii sunt dușmanii, ajunge să se identifice parțial cu ei datorită piloților unor avioane superbe. Spre sfârșitul războiului, prizonierii din tabără sunt obligați să mărșăluiască spre Nantao, iar mulți prizonieri mor de-a lungul drumului. Jim  este salvat de foame cu ajutorul pachetelor aruncate de bombardierele americane.

## Distribuție
- Christian Bale ca Jamie "Jim" Graham, care trăiește într-o familie britanică bogată din Shanghai și care ajunge prizonier de război în al doilea război mondial. J.G. Ballard a simțit că Bale a avut o asemănare fizică cu el însuși la aceeași vârstă.[5] Actorul avea  12 ani când  a fost distribuit în acest film. Amy Irving, partenera lui Bale în filmul de televiziune Anastasia: The Mystery of Anna, l-a recomandat pe Bale viitorul ei soț, Steven Spielberg, pentru acest rol. Peste 4000 de copii actori au participat la audiția pentru acest rol.[6] Jim's singing voice was provided by English performer James Rainbird.[7]
- John Malkovich ca Basie: O stewardesă de pe o navă americană blocată în Shanghai, în timpul ocupației japoneze. Ea se împrietenește cu Jamie, dându-i porecla "Jim".
- Miranda Richardson ca D-na Victor: O femeie britanică care a fost  "vecină" cu Jim la Suzhou. Ea moare  pe un stadion unde s-a mutat imediat după bombardarea lagărului. Jim vede o lumină strălucitoare pe cer spre est. El crede că este  sufletul ei plutind spre Rai, dar descoperă mai târziu că a fost lumina provocată de la bombardamentele atomice ale orașului Nagasaki la sute de km distanță.
- Nigel Havers ca Dr. Rawlins: Jim's father figure at Suzhou. Rawlins finds difficulty teaching Jim humility.
- Joe Pantoliano ca Frank Demarest: A companion of Basie, he was the one who almost hit Jamie with a truck. He joins Basie and Jamie at the prison camp.
- Leslie Phillips ca Maxton
- Masatō Ibu ca Sergent Nagata
- Emily Richard ca Mary Graham
- Ben Stiller ca Dainty
- Robert Stephens ca Mr. Lockwood
- Guts Ishimatsu ca Sergent Uchita
- James Walker ca Mr. Radik
- Yvonne Gilan ca Mrs. Lockwood
- Ralph Michael ca Mr. Partridge
- James Greene ca prizonier britanic
- Peter Copley ca prizonier britanic
- Burt Kwouk ca Mr. Chen
- Paul McGann ca Lieutenant Price
- J.G. Ballard ca mascatul de la petrecerea  oaspeților

## Producție
Filmările au avut loc pe platourile studioului britanic Elstree Studios, precum și în Shanghai și Spania.  Cheltuielile de producție s-au ridicat la 35 de milioane $.

## Coloană sonoră
1. Suo Gan – 2:19
2. Cadillac Of The Skies – 3:48
3. Jim's New Life – 2:33
4. Lost In The Crowd – 5:39
5. Imaginary Air Battle – 2:35
6. The Return To The City – 7:45
7. Liberation: Exsultate Justi – 1:46
8. The British Grenadiers (traditionnel) – 2:25
9. Toy Planes, Home And Hearth (Frédéric Chopin, Mazurka, opus 17 n° 4) – 4:37
10. The Streets Of Shanghai – 5:11
11. The Pheasant Hunt – 4:24
12. No Road Home / Seeing The Bomb – 6:10
13. Exsultate Justi – 4:59